# Crescent-Gletscher (Antarktika)
Der Crescent-Gletscher ist ein kleiner Gletscher unmittelbar östlich des Howard-Gletschers in den Kukri Hills im ostantarktischen Viktorialand. Er fließt in nördlicher Richtung in das Taylor Valley.
Der US-amerikanische Glaziologe Troy L. Péwé (1918–1999) von der Arizona State University untersuchte den Gletscher im Dezember 1957 und benannte ihn nach seiner, bei Betrachtung vom Talboden des Taylor Valley aus, halbmondförmigen (englisch crescent) Erscheinung.